# Ludwig Nohl
Karl Friedrich Ludwig Nohl (ur. 5 grudnia 1831 w Iserlohn, zm. 15 grudnia 1885 w Heidelbergu) – niemiecki muzykolog.

## Życiorys
Studiował prawo w Bonn, Heidelbergu i Berlinie. W Berlinie odbył także studia muzykologiczne u Siegfrieda Dehna i Friedricha Kiela. W 1853 roku podjął pracę jako referendarz w Bonn. W 1856 roku z powodu problemów zdrowotnych udał się do Francji i Włoch. W 1858 roku porzucił karierę prawnika i osiadł w Heidelbergu, gdzie w 1860 roku uzyskał stopień doktora muzyki.
W 1861 roku wyjechał do Monachium. W latach 1865–1868 był wykładowcą Uniwersytetu Monachijskiego. Od 1868 do 1872 roku mieszkał w Badenweiler. W 1872 roku wrócił do Heidelbergu i podjął pracę na tamtejszym uniwersytecie.
W swojej pracy naukowej zajmował się wielkimi niemieckimi kompozytorami, pisząc poświęcone im monografie, a także zajmując się edycją pozostałych po nich listów i innych dokumentów. Jego badania mają znaczenie wyłącznie historyczne, są współcześnie odrzucane ze względu na bezkrytyczny stosunek autora do materiałów źródłowych.

## Ważniejsze prace
(na podstawie materiałów źródłowych)
- Der Geist der Tonkunst (1861)
- Die Zauberflöte (1862)
- Mozart (1863)
- Musikalisches Skizzenbuch (1866)
- Musiker-Briefe (1867)
- Beethovens Leben (3 tomy, 1867–1877)
- Neues Skizzenbuch (1869)
- Gluck und Wagner (1870)
- Die Beethoven-Feier und die Kunst der Gegenwart (1871)
- Beethoven, Liszt, Wagner (1874)
- Musik und Musikgeschichte (1876)
- Beethoven nach den Schilderungen seiner Zeitgenossen (1877)
- Mozart nach den Schilderungen seiner Zeitgenossen (1880)
- Allgemeine Musikgeschichte (1881)
- Richard Wagners Bedeutung für die nationale Kunst (1883)
- Das moderne Musikdrama (1884)
- Die geschichtliche Entwickelung der Kammermusik (1885)